# Кассетный скандал

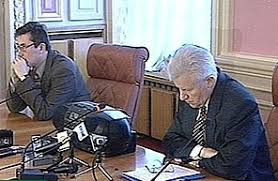
Мороз и Луценко обнародуют «плёнки Мельниченко»

Кассетный скандал (укр. Касетний скандал, «Кучмагейт») — громкий общественно-политический скандал, потрясший руководство Украины 28 ноября 2000 года и дестабилизировавший его политическую функциональность на долгое время. Отголоски скандала периодически возникали во время очередных парламентских и президентских выборов в стране. Скандал очень болезненно отразился на репутации президента Леонида Кучмы в глазах общественности, фактически сорвав его план выдвижения на третий президентский срок.
Президент Украины Леонид Кучма был записан на пленку, когда он отдавал приказ о похищении журналиста Украинской Правды Георгия Гонгадзе, обезглавленное тело которого было недавно в том же году. Скандал стал одним из главных политических событий в истории Украины после обретения независимости, кардинально повлияв на внутреннюю и внешнюю политику страны. Скандал, вызвавший протесты «Украина без Кучмы», также положил начало медленному и постепенному изменению политической и культурной ориентации Украины с России на Запад, хотя это стало более выраженным только после Евромайдана в 2013–2014 годах. Скандал также повредил политической карьере Кучмы.

## Хронология
28 ноября 2000 года лидер Социалистической партии Украины Александр Мороз обнародовал содержание магнитофонной записи, якобы тайно сделанной в личном кабинете президента Леонида Кучмы.
Аудиозапись произвела на украинское общество эффект разорвавшейся бомбы, поскольку, как утверждалось, свидетельствовала о громких преступлениях, к совершению которых были причастны тогдашний Президент Украины Леонид Кучма и его приближённые. В частности, в одном из фрагментов человек с голосом, похожим на голос Кучмы, отдавал недвусмысленный приказ человеку с голосом, похожим на голос тогдашнего министра внутренних дел Юрия Кравченко, ликвидировать оппозиционного журналиста Георгия Гонгадзе (который пропал без вести незадолго до обнародования аудиозаписи). На плёнках также якобы запечатлено давление президента и его приближённых на других политиков и журналистов страны.
Как стало известно позже, аудиозапись разговоров президента вручил Александру Морозу бывший майор государственной охраны Николай Мельниченко. Сам он исчез, а через некоторое время выяснилось, что ещё до обнародования аудиозаписи, при участии сотрудников посольства США на Украине, а также предпринимателя и публициста Владимира Цвиля, Мельниченко был тайно переправлен в США, где получил в апреле 2001 года политическое убежище.
Согласно одной из рассматривавшихся версий, прослушку кабинета Кучмы организовал Евгений Марчук.

## Подлинность записей
23 ноября 2002 года посол США на Украине заявил, что у США нет сомнений в аутентичности записей, сделанных Мельниченко в кабинете президента Леонида Кучмы, — об этом он написал в открытом письме главному редактору газеты «2000» Сергею Кичигину. Посол также указал, что за попыткой подвергнуть сомнению аутентичность этих записей скрывается желание отвлечь внимание от предоставления президентом Кучмой согласия на продажу Ираку станций радиотехнической разведки «Кольчуга». Ранее, в сентябре 2002 года, Госдепартамент США и западные средства массовой информации заявляли о продаже Украиной 4 комплексов «Кольчуга» через Иорданию вооружённым силам Ирака в обход санкций, наложенных на Республику Ирак. Эта информация привела к «кольчужному скандалу», однако впоследствии подтверждена не была.
В сентябре 2005 года Служба безопасности Украины провела экспертизу плёнок Мельниченко и подтвердила подлинность записей. Экспертам СБУ не удалось обнаружить следов монтажа.
По состоянию на 2020 год подлинность голосов на «пленках Мельниченко» достоверно не установлена.
По мнению и сведениям украинского журналиста Дмитрия Гордона, дело с «пленками Мельниченко» было операцией российских спецслужб.